# Tetradium
Genre
Classification phylogénétique
Tetradium est un genre de 5 à 10 espèces d'arbres de la famille des Rutaceae, originaire de l'est de l'Asie tropicale. Le genre est souvent confondu avec les genres Euodia et Melicope.

## Espèces
- Tetradium daniellii (Benn.) T.G.Hartley - Euodia de Corée
- Tetradium fraxinifolium (Hook.) T.G.Hartley
- Tetradium glabrifolium (Champ. ex Benth.) T.G.Hartley
- Tetradium hupehensis - Euodia du Hubei
- Tetradium ruticarpum (A.Juss.) T.G.Hartley

## Description
Ce sont des arbres d'ornement appréciés pour leur feuillage penné brillant. Ils donnent des fleurs mellifères attirant un grand nombre d'abeilles et donc très utiles aux apiculteurs comme source de miel tardif d'été.